# Le Jeu de la feuillée
Le Jeu de la feuillée est une pièce de théâtre en vers écrite en langue picarde par le poète trouvère Adam de la Halle (dit aussi Adam le Bossu) et représentée à Arras en mai-juin 1276 ; l'année de composition et de représentation est maintenant un fait établi par les  historiens de la littérature, qui indiquent que le pape auquel le jeu fait allusion est Grégoire X.    
Ce « jeu », qui désigne une composition dramatique, est considéré comme l'une des premières pièces du théâtre dit profane (avec Le Garçon et l'aveugle).   
Il a été composé pour la Confrérie littéraire des Bourgeois et Jongleurs, une association culturelle d'importance à Arras à cette époque.  
Le mot de "feuillée" peut, lui, renvoyer à deux significations possibles. La première est la cabane de feuillage construite, sur la place du marché d'Arras, pour protéger la châsse de Notre-Dame à la Pentecôte. À la fin de la pièce, les protagonistes décident d'ailleurs d'aller « baiser la châsse de Notre-Dame et offrir [un] 'cierge pour l'illuminer ».     
La deuxième signification tient à l'origine du mot, qui peut aussi désigner la folie, thème important de la pièce, symbolisé par le personnage du "dervé", un fou furieux. Cette thématique de la folie est à mettre en lien avec les caractéristiques des fêtes médiévales, fondées sur le principe de l'inversion carnavalesque, c'est-à-dire sur l'inversion des valeurs et la quasi-revendication d'un droit à la folie comme principe ponctuellement libérateur.    

## Présentation
Représentative de la vie à Arras à cette époque, la pièce est une pièce satirique.   

### Personnages
L'auteur est aussi le personnage principal : Maître Adam. 
Il est accompagné de son père : Maître Henri ou Henri de la Halle, et de ses amis proches : Riquier Auris ou Richesse (Auris), Hane Le Mercier, Gillot Le Petit. 
D'autres personnages font également leur entrée : un médecin, Dame Douce qui est une campagnarde enceinte, un fou furieux et son père, un moine, un tavernier, Croquesot un messager magique ainsi que trois fées : Morgue, Magloire et Arsile.

### Structure duJeu

#### L'annonce par Adam de son départ et de laisser sa femme à Arras
Le point de départ de la pièce est l'annonce faite par Adam à ses amis de sa décision de quitter Arras pour aller étudier à Paris (épisode de la vie d'Adam attesté par son congé). Son ami Riquier, qui ne semble pas convaincu de l'utilité d'un tel projet, en profite quand même pour glisser lors de l'échange qu'il pourrait prendre pour lui l'épouse qu'Adam compte ainsi, dans le même temps, abandonner à Arras. Adam dresse alors un portrait peu flatteur de sa femme, Dame Marie, devenue laide.    
Le père d'Adam, Maître Henri, est favorable au départ de son fils mais refuse tout net de l'aider financièrement.    

#### Arrivée de différents personnages, propice à la critique de la société arrageoise
Sur ce, un médecin en conclut que la maladie dont souffre le père est l'avarice, une maladie qui, toujours selon les dires du médecin, aurait très rapidement gagné toute la ville et y aurait fait enfler le ventre des hommes. Dame douce demande alors au médecin d'examiner son propre ventre : la débauche est, pour elle, la cause de son mal.   
Entre alors en scène un moine, qui apporte avec lui les reliques de Saint Acaire, qui guériraient de la folie. Des patients vont alors se succéder : deux fous.   

#### La féerie
À la tombée de la nuit, Adam et son ami Riquier préparent la table et un repas en l'honneur de la future venue des fées, qui visitent annuellement la ville durant la nuit de Pentecôte pour favoriser certains de ses habitants.  Précédées par un messager magique, du nom de Croquesot, ces dernières sont annoncées : elles se nomment Morgue, Magloire et Arsile. En récompense de l'accueil qu'elles ont reçu et des préparatifs attentionnés, Morgue et Arsile veulent doter Adam et son ami de dons : la poésie, pour l'un, l'argent pour l'autre, dons qu'ils possèdent malheureusement déjà. La fée Magloire, vexée de n'avoir pas trouvé de couteau à sa place, attribue, quant à elle, le don d'être chauve pour Riquier, et celui de rester à Arras pour Adam.     
Le messager Croquesot remet alors à la fée Morgue une lettre d'amour de la part de son maître, le roi Hellequin. Morgue  repousse d'abord les avances d'Hellequin, en prétendant être amoureuse du prince du Puy (une association littéraire), Robert Sommeillon. Mais Arsile accuse Sommeillon de fourberie et d'inconstance, si bien que Morgue se ravise et invite Croquesot à répondre positivement à son maître.      
C'est alors que les fées présentent une mystérieuse machine : une roue tenue par Fortune, une servante muette, sourde et aveugle. Sur cette roue, se trouvent des hommes fortunés de la ville, dont le destin peut basculer à tout moment à mesure que la roue tourne. À l'orée du jour, les fées quittent la ville, accompagnées de quelques femmes, dont Dame douce, pour d'obscures pratiques de sorcellerie.      

#### À la taverne
Le moine, qui s'était endormi, se réveille et part avec tout le reste de la troupe à la taverne. Les hommes y boivent du vin d'Auxerre, tandis que le moine se rendort. Le petit groupe décide de lui jouer un mauvais tour : il lui attribue l'addition à payer et le moine est ainsi obligé, à son réveil, de mettre en gage ses reliques auprès du tavernier pour s'acquitter de sa dette. Le fou a ensuite une nouvelle crise de folie. Les compères décident de gagner la châsse de Notre-Dame, afin d'y déposer un cierge, laissant seul le moine.      

## Analyse et commentaire
La lecture du Jeu de la Feuillée doit être replacée dans le cadre socio-historique de l'époque : le XIIIe siècle, siècle de Louis IX. L'activité commerciale et industrielle est alors telle que des villes comme celle d'Arras se développent fortement, ce qui permet, dans un même mouvement, à la bourgeoisie de s'affirmer. Il est important de distinguer, dans la physionomie urbaine de l'époque, la ville, qui correspond à l'agglomération au sein de laquelle s'agrège progressivement la majeure partie de l'activité commerciale et la cité, qui correspond, elle, à l'ancienne partie construite autour du principal édifice religieux. 

### La satire des Arrageois
Dans ce contexte, les bourgeois d'Arras symbolisent un certain nombre de défauts, dont celui de l'appât du gain et son corollaire, celui de l'avarice. Dans Le Jeu de la Feuillée, le médecin précise que « dans cette ville » - au sens indiqué précédemment - il aurait « bien plus de deux mille [patients] pour lesquels il n'y a ni guérison ni soulagement ». Des noms d'avares sont ensuite cités, représentatifs de familles arrageoises connues :  Halois se tuerait ainsi lui-même, car, par avarice, il mangerait du poisson pourri. De même, le médecin annonce à Maître Henri, le père d'Adam, d'« être malade de trop remplir son outre ». Le diagnostic est ainsi sans appel : l'avarice gangrène la société arrageoise.  
De même, est dénoncée l'emprise politique, financière et culturelle de "familles propriétaires de dîmes et de fiefs" qui se sont enrichies à travers le prêt d'argent : les noms des seigneurs Ermenfroi Crespin et Jacquemin Louchard sont cités (vers 794-795). C'est ainsi que Maître Henri refuse son aide financière à son fils pour ne « point braver [les échevins] » (vers 506).   

### La satire des femmes
La débauche de Dame douce est l'une des formes qu'emprunte la satire des femmes. Mais la critique des femmes d'Arras est aussi plus multiforme : « l'une querelle son mari, l'autre parle comme quatre ». Cette critique s'inscrit également dans le discours tenu par Adam, au tout début du Jeu, à propos de sa femme, dame Marie. Il décrit son passage de la beauté à la laideur et redéfinit le mariage comme une tromperie, une illusion.  

### La satire religieuse
La satire de l'Église passe essentiellement par l'évocation de la bigamie des clercs, terme qui, comme le rappellent les auteurs de la traduction, doit être entendu dans son sens particulier comme mariage d'un clerc qui épouse une veuve ou d'un clerc veuf qui se remarie mais aussi dans son sens étendu comme exerçant un métier "vil" tel que celui d'usurier. Cette évocation permet donc de critiquer la papauté. 
Mais la satire religieuse passe aussi par la dénonciation de toutes les pratiques religieuse irrationnelles telles que cet attachement inconsidéré aux reliques par le biais du personnage du moine.   
Ainsi, dans la lignée des principes carnavalesques, la satire des différents mondes permet à son auteur de contribuer à son renversement.

## Représentations
- 2003 : mise en scène de Jacques Rebotier, Comédie-Française, Paris[7].

### Éditions
- Adam de La Halle (Adam le Bossu), Le Jeu de la Feuillée ; traduit en français moderne par Claude Buridant et Jean Trotin, Paris, Honoré Champion, coll. « Traductions des classiques français du Moyen âge », 2008, 82 p. (ISBN 978-2-7453-1812-1)

### Études
- Norman R. Cartier, Le Bossu désenchanté. Étude sur le «Jeu de la Feuillée»., Genève, Droz (collection : Publications romanes et françaises), Genève, 1971, 205 p.
- Anne B. Darmstätter, « Le charme de la nouveauté ou le Jeu de la Feuillée d'Adam de la Halle », Cahiers de civilisation médiévale, n° 187), juillet-septembre 2004, p. 229-248.
- Estelle Doudet, Valérie Méot-Bourquin et Danièle James-Raoul, Adam le Bossu, Le jeu de la feuillée, Le jeu de Robin et Marion, Jean Bodel, Le jeu de saint Nicolas, Neuilly, Atlande, coll. « Clefs concours. lettres médiévales », 2008, 284 p. (ISBN 978-2-35030-074-0).
- Jean Dufournet, Adam de la Halle à la recherche de lui-même ou le jeu dramatique de la Feuillée, Paris, Honoré Champion, 2008, 506 p..
- Jean Dufournet, « Courtois d’Arras et le Jeu de la Feuillée », Cahiers de recherches médiévales, n° 15, 2008, p. 45-58.
- Michèle Gally, "« Résurrection du Jeu de la Feuillée. Une pièce médiévale postmoderne », Littérature n° 148,  2007, p. 10-27.